# Taxonomický klasifikační systém půd České republiky
 Taxonomický klasifikační systém půd České republiky  byl vytvořen, aby se mohly jednotlivé kategorie půd v ČR třídit do přehledného systému podle svých vlastností. Tato klasifikace se používá v České republice a na Slovensku. V ostatních zemích se buď používají místní národní klasifikace, nebo se používá americký systém klasifikace půd podle USDA. Mezinárodní klasifikace půd se v poslední době moc nevyužívá a nahrazuje ji na mezinárodním poli spíše klasifikace americká.

## Taxonomické kategorie systému
V hierarchii klasifikace se rozlišují:
- referenční třídy půd (skupiny)  – dělí se podle hlavních rysů vývoje půdy. Ke kořenu názvu se připojuje koncovka -sol .
- půdní typy  – hlavní jednotky klasifikace půd, dělí se podle skladby diagnostických půdních horizontů. Ke kořenu názvu se připojuje koncovka -zem. V Česku se vyskytuje 28 těchto půdních typů.[zdroj?]
- půdní subtypy – jsou to jednotlivé modifikace půdních typů, zpravidla v hloubce níže 0,20 – 0,25 m
- variety – výskyt horizontů a znaků ve svrchních 0,20-0,25 m u lesních půd, dále vyjadřují méně výrazné znaky v půdním profilu než subtypové
- fáze – charakterizují formy nadložního humusu lesních půd
- formy – vyjadřují typ substrátu, jeho zrnitosti, vrstevnatosti a mineralogického složení

## Taxonomický strom
Strom (do úrovně půdních typů):
- Leptosoly
  - Litozem
  - Ranker
  - Rendzina
  -  Pararendzina
- Regosoly
  -  Regozem
- Fluvisoly
  - Fluvizem
  -  Koluvizem
- Vertisoly
  -  Smonice
- Černosoly
  - Černozem
  - Černice
- Luvisoly
  - Šedozem
  - Hnědozem
  - Luvizem
- Kambisoly
  - Kambizem
  - Pelozem
- Andosoly
  - Andozem
- Podzosoly
  - Krypropodzol
  - Podzol
- Stagnosoly
  - Pseudoglej
  - Stagnoglej
- Glejsoly
  - Glej
- Natrisoly
  - Slanec
- Salisoly
  - Solončak
- Organosoly
  - Organozem
- Antroposoly
  - Kultizem
  - Antrozem